# ノビシャド
ノビシャド（ポルトガル語: noviciado、イタリア語: noviciato, noviziato）は、カトリック教会の修道会員の養成機関のことで、日本語では修練院といわれるものであるが、歴史用語で「ノビシャド」という場合、特にイエズス会によって初め、1580年（天正8年）に豊後国臼杵（現大分県臼杵市）に設置され、後に各地に移転したキリシタン時代のものを限定して指す。ノビシアド、ノヴィシャド、ノヴィシアド、ノビチアートとも。

## 概要
1579年に巡察師として日本を訪れたアレッサンドロ・ヴァリニャーノは、当時の日本地区の責任者であったフランシスコ・カブラルの方針を改めて、日本人聖職者育成のため各地に教育施設の設置を進めた。臼杵のノビシャドは、同じく1580年（天正8年）に有馬（現長崎県南島原市）と安土（現滋賀県近江八幡市安土町）に設立されたセミナリヨ、1581年（天正9年）に府内（現大分県大分市）に設立されたコレジオとともに、その一環として設けられたものである。
その頃、キリスト教の有力な庇護者であった大友義鎮（大友宗麟）は、1576年（天正4年）に家督を息子の大友義統に譲り、臼杵の丹生島城に居を移し二元統治を行った。このため、臼杵は実質的に大友氏の城下町の様相を呈し、府内から宣教師や信者が移り住み、天主堂などが建設され栄えていた。
イエズス会士の育成は、数段階の訓練過程を経て行われるが、ノビシャドはそのうちの最初の段階である修練期の訓練を行う機関である。ノビシャドには、当初、日本人6名、ポルトガル人6名が学んだとされる。『日本文典』、『日本教会史』などを著したジョアン・ロドリゲスもそのひとりであった。ノビシャドからはコレジオに進学する道が設けられており、ジョアン・ロドリゲスは府内のコレジオでも学んでいる。後に、大友氏が没落しその庇護を得られなくなると、ノビシャドは長崎に移り、さらに有家、天草に移転した。
ポルトガルのエヴォラにあるエヴォラ公立図書館には、エヴォラ文書と呼ばれる臼杵のノビシャドでの講義録が残っている。これは、ノビシャドでの講義録が屏風の下張りに使われ、後にポルトガルに渡ったものである。